# Louis Lartet
 (juillet 2025).
La mise en forme du texte ne suit pas les recommandations de Wikipédia : il faut le « wikifier ».
Les points d'amélioration suivants sont les cas les plus fréquents. Le détail des points à revoir est peut-être précisé sur la page de discussion.
- Les titres sont pré-formatés par le logiciel. Ils ne sont ni en capitales, ni en gras.
- Le texte ne doit pas être écrit en capitales (les noms de famille non plus), ni en gras, ni en italique, ni en « petit »…
- Le gras n'est utilisé que pour surligner le titre de l'article dans l'introduction, une seule fois.
- L'italique est rarement utilisé : mots en langue étrangère, titres d'œuvres, noms de bateaux, etc.
- Les citations ne sont pas en italique mais en corps de texte normal. Elles sont entourées par des guillemets français : « et ».
- Les listes à puces sont à éviter, des paragraphes rédigés étant largement préférés. Les tableaux sont à réserver à la présentation de données structurées (résultats, etc.).
- Les appels de note de bas de page (petits chiffres en exposant, introduits par l'outil «  Source ») sont à placer entre la fin de phrase et le point final[comme ça].
- Les liens internes (vers d'autres articles de Wikipédia) sont à choisir avec parcimonie. Créez des liens vers des articles approfondissant le sujet. Les termes génériques sans rapport avec le sujet sont à éviter, ainsi que les répétitions de liens vers un même terme.
- Les liens externes sont à placer uniquement dans une section « Liens externes », à la fin de l'article. Ces liens sont à choisir avec parcimonie suivant les règles définies. Si un lien sert de source à l'article, son insertion dans le texte est à faire par les notes de bas de page.
- La présentation des références doit suivre les conventions bibliographiques. Il est recommandé d'utiliser les modèles {{Ouvrage}}, {{Chapitre}}, {{Article}}, {{Lien web}} et/ou {{Bibliographie}}. Le mode d'édition visuel peut mettre en forme automatiquement les références.
- Insérer une infobox (cadre d'informations à droite) n'est pas obligatoire pour parachever la mise en page.

Pour une aide détaillée, merci de consulter Aide:Wikification.
Si vous pensez que ces points ont été résolus, vous pouvez retirer ce bandeau et améliorer la mise en forme d'un autre article.
 (juin 2025).
Si vous disposez d'ouvrages ou d'articles de référence ou si vous connaissez des sites web de qualité traitant du thème abordé ici, merci de compléter l'article en donnant les références utiles à sa vérifiabilité et en les liant à la section « Notes et références ».
Pour les articles homonymes, voir Lartet.
Louis Lartet, né le 18 décembre 1840 à Castelnau-Magnoac (Hautes-Pyrénées) et mort en août 1899 à Seissan (Gers), est un préhistorien français.

## Biographie

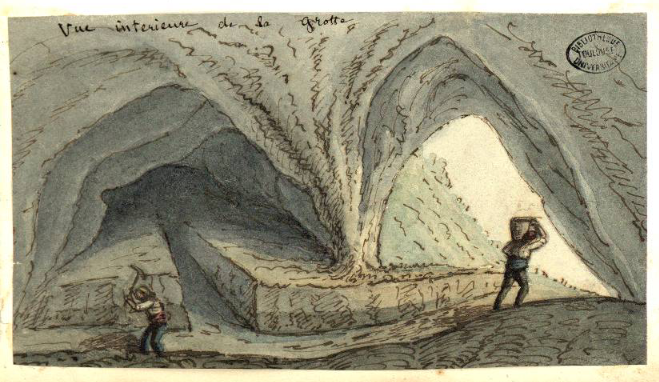
Grotte de Peña Miel, Espagne. Collection Lartet, BU Arsenal, Université Toulouse Capitole.

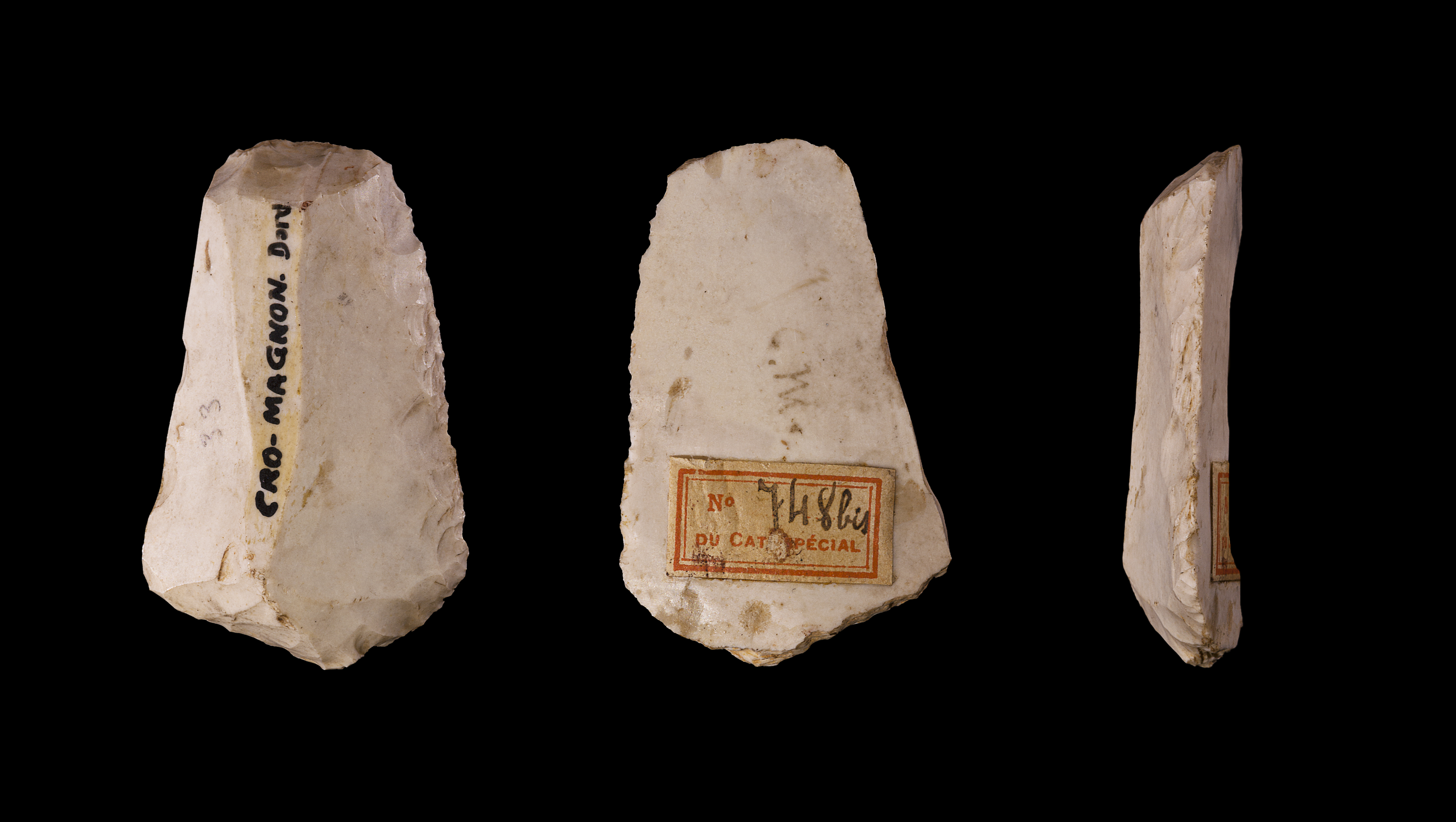
Grattoir de Cro-Magnon
Collection Louis Lartet, Muséum de Toulouse

Grattoir à museau plat, Aurignac
Collection Louis Lartet, Muséum de Toulouse

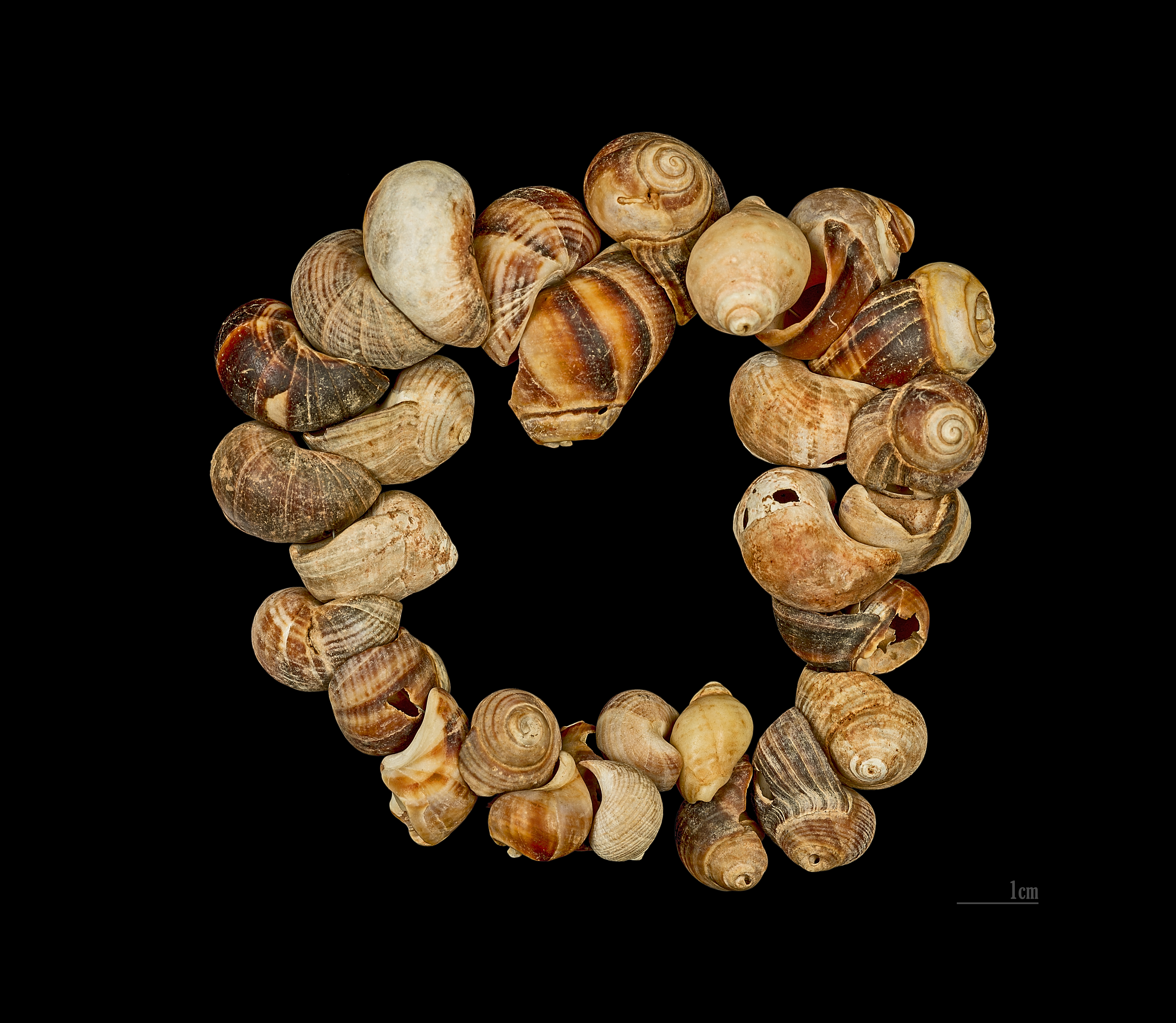
La Parure en coquillage de Cro-Magnon
Collection Louis Lartet, Muséum de Toulouse

Au contact de son père Édouard, préhistorien renommé, le jeune Louis développe très tôt le goût des sciences naturelles. Sa famille ayant quitté le Gers pour s’installer à Paris, il poursuit ses études dans la capitale, puis devient en 1862 assistant au Muséum national d'histoire naturelle.  Dans les années 1860, il réalise diverses fouilles en Espagne. Ses premières publications, avec Édouard de Verneuil, portent sur la Meseta, un haut-plateau situé au centre de la péninsule Ibérique. 
De 1864 à 1865, il est chargé par le duc Honoré Théodoric Paul Joseph d'Albert de Luynes d'une mission géologique en Palestine. La série d’articles et d'analyses qui en résultent donne lieu en 1869 à une thèse de géologie.
En 1868, il va fouiller le site préhistorique de Cro Magnon, qui vient d'être découvert en Dordogne, à l'occasion de travaux routiers, et dans lequel se trouvent associés, pour la première fois, mobiliers et restes humains. Il est l'inventeur du squelette  de l'Homme de Cro-Magnon, représentant fossile de l'Homo sapiens actuel, dans le site de l'abri de Cro-Magnon, aux Eyzies-de-Tayac.
En 1869, il quitte son emploi d'assistant au Muséum national d'histoire naturelle pour devenir préparateur à la Sorbonne.
En 1870, la guerre ayant ramené la famille dans le Gers, Louis débute alors une carrière universitaire à Toulouse. Son père meurt en 1871.
En 1873, il est chargé de cours à la Faculté des sciences de Toulouse et devient l'adjoint d'Alexandre Leymerie, âgé de 72 ans, qui en occupe la chaire de Géologie et Minéralogie depuis plus de trente ans.
En 1878, au décès d'Alexandre Leymerie, Louis Lartet lui succède et devient en 1879 titulaire de la chaire. Il l'occupera pendant vingt ans, partageant son temps entre l'enseignement, les recherches préhistoriques en Gascogne, et la réorganisation et l'enrichissement, surtout par des achats nombreux et importants, des collections de la Faculté des sciences de Toulouse.
En 1899, pour des raisons de santé, Louis Lartet prend une retraite prématurée dans sa Gascogne natale. Il meurt en août de la même année.

## Publications
- Verneuil H. de & Lartet L. (1863).- Sur le calcaire à Lychnus des environs de Segura (Aragon), Bulletin de la Société Géologique de France, (2), XX, p. 684 - 698, pl. X.
- Verneuil H. de & Lartet L. (1863).- Sur des silex taillés recueillis dans le diluvium des environs de Madrid et description de l'un d'eux, Bull. Soc. Géol. France, (2), XX, p. 698 - 702, pl. XI.
- Lartet L. (1865).- Sur la formation du bassin de la Mer morte ou lac Asphaltite, et sur les changements survenus dans le niveau de ce lac, Bull. Soc. Géol. France, (2), XXII, p. 420-463 et Comptes rendus hebdomadaires des séances de l'Académie des Sciences Paris, LX, p. 796-800.
- Lartet L. (1865).- Essay on the formation of the Basin of the Dead Sea, and the changes which have taken place in the level of the lake, (Grove G. trad.). Edinburgh, Murray and Gibb edit., 351-396.
- Lartet L. (1865).- Note sur la découverte de silex taillés en Syrie, suivi de De quelques remarques sur l'âge des terrains qui constituent la chaîne du Liban, Bull. Soc. Géol. France, (2), XXII, p. 537-545 pl.VI.
- Lartet L. (1866).- Sur les grottes du bassin de l'Èbre (Espagne) où sont trouvés des ossements de mammifères fossiles et de vestiges de l'industrie humaine, Bull. Soc. Géol. France, (2), XXIII, p. 718.
- Lartet L. (1866).- Recherches sur les variations de la salure de l'eau de la Mer Morte en divers points de sa surface et à différentes profondeurs, ainsi que sur l'origine probable des sels qui entrent dans sa composition, Bull. Soc. Géol. France, (2), XXIII, p. 719-760 et C. R. Acad. Sci. Paris, LXII, p. 1333-1336.
- Lartet L. (1866).- Procès-verbal de la réunion extraordinaire de Bayonne (Basses-Pyrénées), Bull. Soc. Géol. France, (2), XXIII, p. 813- 855.
- Lartet L. (1866).- Sur les gîtes bitumineux de la Judée et de la Coelé-Syrie, et sur le mode d'arrivée de l'asphalte au milieu des eaux de la Mer Morte, Bull. Soc. Géol. France, (2), XXIV, p. 12-31 et C. R. Acad. Sci. Paris, LXII, 1395-1399.
- Lartet L. (1866).- Poteries primitives, instruments en os et silex taillés des cavernes de la Vieille Castille (Espagne), Revue Archéologique, Paris, 2, XIII, p. 114-137, 2 pl.
- Lartet L. (1867).- Sur une exploration géologique de la Cochinchine par M. Joubert, Bull. Soc. Géol. France, (2), XXIV, 625- 626.
- Lartet L. (1867).- Sur les découvertes relatives aux temps préhistoriques faites en Palestine, C.R. 2e Congrès Internat. Anthropologie et Archéologie préhistorique, Paris, p. 115-119.
- Lartet L. (1867).- Anthropologie dans les temps préhistoriques, C.R. 2e Congrès Internat. Anthropol. et Archéol., préhistorique, Paris, 158-163, suivi de : Discussions aux séances du congrès, (p. 198, 214 226) et de Compte rendu de séances, (p. 45, 53, 154, 213, 364).
- Lartet L. (1868).- Discussions aux séances de la Société anthropologique, Bull. Soc. Anthropol. Paris, 2e série, III, 333. Société d'anthropologie de Bordeaux et du Sud Ouest ?
- Lartet L. (1868).- Sur une formation particulière de grès rouge en Afrique et en Asie, à propos du caractère lithologique en stratigraphie, Bull. Soc. Géol. France, (2), XXV, 490-499.
- Lartet L. (1869).- Congrès d'archéologie préhistorique, Norwich (1868). Compte rendu des séances. Matériaux pour l'histoire naturelle et primitive de l'homme, V, 5- 29 et Revue des cours scientifiques, 6e année, 66-….
- Lartet L. (1869).- Essai sur la géologie de la Palestine et des contrées avoisinantes : telles que l'Égypte et l'Arabie, comprenant les observations recueillies dans le cours de l'expédition du duc de Luynes à la Mer Morte. Suivi de Propositions de géologie et de botanique données par la faculté, Paris, V. Masson et fils, 292p. [lire en ligne]
- Lartet L. (1869).- Réunion extraordinaire de la SGF au Puy ; compte rendu de la course à Ronzon, la Denise, Espaly et Saint Marcel, Bull. Soc. Géol. France, (2), XXVI, 1048-1058.
- Lartet L. (1868).- Une sépulture des troglodytes du Périgord, Bulletin de la Société d'Anthropologie de Paris, 2e série, III, p. 335-349. et : Annales des Sciences naturelles, 5, X, p. 132-145.
- Lartet L. (1869).- Une sépulture des troglodytes du Périgord à Cro-Magnon, suivi de Remarques sur la faune de Cro-Magnon. Matériaux pour l'histoire naturelle et primitive de l'homme, V, p. 97-108, 7 fig. (traduit en anglais in Lartet E. et Christy H., Reliquiae Aquitanicae).
- Lartet L. (1870).- Observation sur une note de M. Peron sur la place qu'occupent dans la série stratigraphique certains oursins très répandus en Algérie, Bull. Soc. Géol. France, (2), XXVII, p. 601-602.
- Lartet L. (1872).- Essai sur la géologie de la Palestine et des contrées avoisinantes, telles que l'Égypte et l'Arabie. 2e partie : Paléontologie. Ann. Sci. Géologiques, III, 98 p., 7 pl. ht, 2 cartes.
- Lartet L. (1873).- Observations sur l'âge des faluns en Armagnac, Bull. Soc. Géol. France, (3), I, p. 210-212.
- Lartet L. (1873).- Présentation de la 2e partie de l'Essai sur la géologie de la Palestine, Bull. soc. Géol. France, (3), I, p. 303-304.
- Lartet L. (1873).- Observation à une communication de M. Raulin. Bull. Soc. Géol. France, (3), I, 306.
- Lartet L. (1873).- Les musées d'histoire naturelle des provinces, Revue scientifique, 2e série, XI, 1190-
- Lartet L. (1873).- Traces de l'homme préhistorique en Orient, Matériaux pour l'histoire naturelle et primitive de l'homme, VIII (2) 4, p. 177- 194.
- Lartet L. (1874).- Gravures inédites de l'âge du renne paraissant représenter le Mammouth et le Glouton, Matériaux pour l'histoire naturelle et primitive de l'homme, IX (2) 5, p. 33-36.
- Lartet L. et Chaplain-Duparc G. (1874).- Sur une sépulture des anciens troglodytes des Pyrénées superposée à un foyer contenant des débris humains associés à de dents sculptées de Lion et d'Ours, Matériaux pour l'histoire naturelle et primitive de l'homme, IX (2) 5, p. 101-167. et C.R. Acad. Sci. Paris, LXXVIII, 1234-… et Bull. Soc. Anthropol. Paris, 2e série, IX, 516-… et C.R. Congrès anthropol. et archéol. Préhistorique, Stockholm, 1874, 302-…
- Lartet L. (1874).- Voyage d'exploration à la Mer Morte, à Pétra et sur la rive gauche du Jourdain... publication sous la dir. de M. le Cte de Vogüe... Tome III, Géologie par Louis Lartet. - Paris : A. Bertrand, 1 vol. (VI + 325 pp. + XIV pl.).
- Lartet L. (1875).- Sur un atelier de silex taillés et une dent de Mammouth trouvés près de Saint-Martory, aux environs d'Aurignac (Hte-Garonne), Matériaux pour l'histoire naturelle et primitive de l'homme, X (2) 6, p. 272-275.
- Lartet L. (1877).- Exploration géologique de la Mer Morte, de la Palestine et de l'Idumée. Imp. Arthus Bertrand, Paris, 326 p., 14 pl. [lire en ligne]
- Lartet L. (1879).- Note sur les ruines Romaines et la nécropole d'Um-Keiss (Gadara), près du lac de Tibériade, Mém. Soc. archéol. Midi, 2e série, XI, 286-294, 1 pl.
- Lartet L. (1879).- Vie et travaux d'Alexandre Leymerie, Bull. Soc. géol. France, (3), VII, p. 530-556.
- Lartet L. (1882).- Note sur la position de Belsinum, Bull. Soc. archéol. Midi, IX, p. 29.
- Lartet L. (1882).- Le tuco de Panassac, Revue de Gascogne, XXIII, p. 272-275.
- Lartet L. (1883).- Les gisements salifères des petites Pyrénées de la Haute-Garonne et de l'Ariège, Mémoire Acad. Sci. Toulouse, 8e série, V, (1) p. 260-262.
- Lartet L. (1883).- Sur des sépultures mérovingiennes, découvertes près de Cahors et de Villesec, Bull. Soc. archéol. Midi, X, p. 40.
- Lartet L. (1884).- Rapport sur le concours de la classe des Sciences, Mémoires de l'Académie des Sciences, inscriptions et belles-lettres de Toulouse, 8e série, VI, (2) p. 68-76.
- Lartet L. (1884).- Sur le terrain carbonifère des Pyrénées centrales. C. R. Acad. Sci. Paris, XCIX, 250-253.
- Lartet L. (1885).- Allocution et compte rendu des travaux de la société pendant l'année 1884. Bull. Soc. Hist. Nat. Toulouse, XIX, p. 1.
- Lartet L. (1886).- Analyse de Étude sur les bilobites du Portugal, de M. Delgado. Bull. Soc. Hist. Nat. Toulouse, XX, p. 45.
- Lartet L. (1887).- Sur le Carbonifère des Pyrénées centrales, (deuxième note). C. R. Acad. Sci. Paris, CIV, 1314-1317.
- Lartet L. (1890).- Rapport sur une note adressée par M. Gaillac à propos de ses recherches dans plusieurs stations préhistoriques des environs de l'Isle d'Albi, se rapportant aux époques paléolithiques et néolithiques, Mémoires de l'Académie des Sciences, inscriptions et belles-lettres de Toulouse, 9e série, II, p. 572.
- Lartet L. (1890).- Étude historique sur « les Luttes et les Progrès de la géologie », Mémoires de l'Académie des Sciences, inscriptions et belles-lettres de Toulouse, 9e série, II, p. 573.